# 新沃龍佐夫卡區

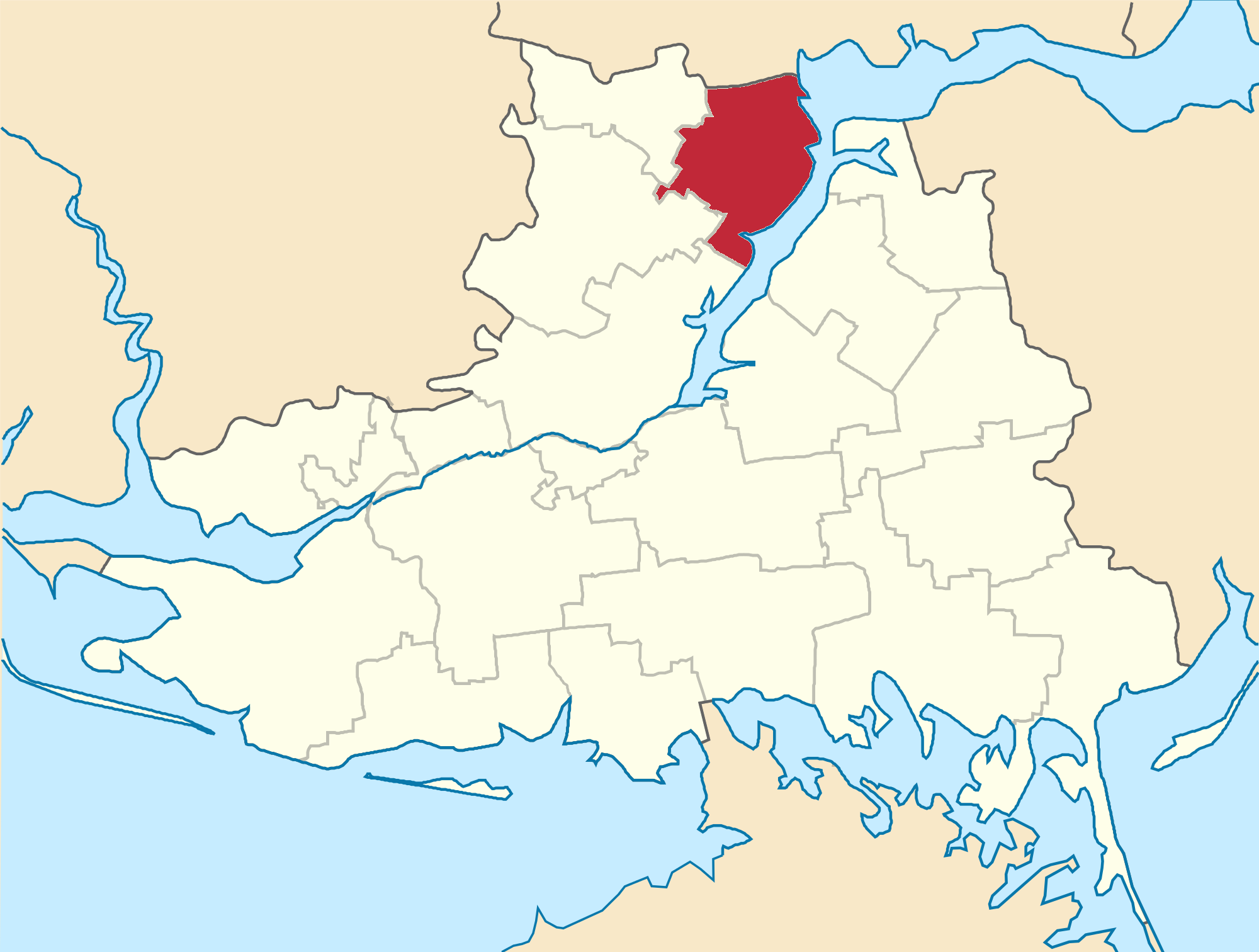
撤销前新沃龍佐夫卡區在赫爾松州的位置

新沃龍佐夫卡區（烏克蘭語：Нововоронцовський район），曾是烏克蘭赫爾松州的一個區，位於該國南部，行政中心設於新沃龍佐夫卡，面積1,000平方公里，2013年人口21,838，人口密度每平方公里21.84人。
该区在2020年7月18日的乌克兰行政区划改革中被撤销，改革后赫尔松州下分为5个区。新沃龍佐夫卡區的范围并入贝里斯拉夫区。